# Listă de filme științifico-fantastice din anii 1960
Aceasta este o listă de filme științifico-fantastice notabile din anii 1960.

## Listă de filme
| 1960 • 1961 • 1962 • 1963 • 1964 • 1965 • 1966 • 1967 • 1968 • 1969 |                                                      |                                                                                |                                                                                    |                                         |
| 1960                                                                |                                                      |                                                                                |                                                                                    |                                         |
| Titlu                                                               | Regizor                                              | Distribuție                                                                    | Țara                                                                               | Sub-Gen /Note                           |
| 12 to the Moon                                                      | David Bradley                                        | Ken Clark, Michi Kobi, Tom Conway                                              | Statele Unite ale Americii                                                         | [ 1 ] [ 2 ]                             |
| A Corpse Hangs in the Web                                           | Fritz Böttger                                        | Alexander D'Arcy, Barbara Valentin                                             | Iugoslavia · Germania                                                              |                                         |
| The Amazing Transparent Man                                         | Edgar G. Ulmer                                       | Douglas Kennedy, Marguerite Chapman                                            | Statele Unite ale Americii                                                         |                                         |
| Atomic War Bride                                                    | Veljko Bulajic                                       | Bata Živojinović, Antun Vrdoljak                                               | Iugoslavia                                                                         | [ 3 ]                                   |
| Beyond the Time Barrier                                             | Edgar G. Ulmer                                       | Robert Clarke, Darlene Tompkins                                                | Statele Unite ale Americii                                                         | [ 4 ] [ 5 ]                             |
| Dinosaurus!                                                         | Irvin Shortess Yeaworth, Jr.                         | Ward Ramsey, Paul Lukather, Kristina Hanson                                    | Statele Unite ale Americii                                                         |                                         |
| First Spaceship on Venus                                            | Kurt Maetzig                                         | Yoko Tani, Oldrich Lukes, Ignacy Machowski                                     | Germania de Est · Polonia                                                          |                                         |
| The Human Vapor                                                     | Ishirō Honda                                         | Tatsuya Mihashi, Kaoru Yachigusa, Yoshio Tsuchiya                              | Japonia                                                                            |                                         |
| Herrin der Welt                                                     | William Dieterle                                     | Martha Hyer, Lino Ventura, Wolfgang Preiss, Gino Cervi                         | Franța · Germania de Vest · Italia                                                 | [ nb 1 ] [ 6 ] [ 7 ]                    |
| Last Woman on Earth                                                 | Roger Corman                                         | Anthony Carbone, Betsy Jones-Moreland                                          | Statele Unite ale Americii                                                         |                                         |
| The Lost World                                                      | Irwin Allen                                          | Michael Rennie, Jill St. John, David Hedison, Claude Rains, Fernando Lamas     | Statele Unite ale Americii                                                         | Film de aventuri                        |
| Man in the Moon                                                     | Basil Dearden                                        | Kenneth More, Shirley Anne Field, Norman Bird                                  | Regatul Unit al Marii Britanii și al Irlandei de Nord                              | [ 8 ]                                   |
| The Secret of the Telegian                                          | Jun Fukuda                                           | Koji Tsuruta, Akihiko Hirata, Yoshio Tsuchiya                                  | Japonia                                                                            |                                         |
| The Silent Star                                                     | Kurt Maetzig                                         | Guenther Simon, Oldrich Lukes, Yoko Tani                                       | Germania de Est                                                                    | [ 9 ]                                   |
| Space Men                                                           | Antonio Margheriti                                   | Rik Van Nutter, Aldo Pini, Jack Wallace                                        | Germania de Vest · Italia                                                          |                                         |
| Mașina timpului (The Time Machine)                                  | George Pal                                           | Rod Taylor, Alan Young, Yvette Mimieux                                         | Regatul Unit al Marii Britanii și al Irlandei de Nord · Statele Unite ale Americii | [ nb 2 ]                                |
| Visit to a Small Planet                                             | Norman Taurog                                        | Jerry Lewis, Joan Blackman, Fred Clark                                         | Statele Unite ale Americii                                                         |                                         |
| The Wasp Woman                                                      | Roger Corman, Jack Hill                              | Susan Cabot, Anthony Eisley, Michael Mark                                      | Statele Unite ale Americii                                                         |                                         |
| 1961                                                                |                                                      |                                                                                |                                                                                    |                                         |
| Titlu                                                               | Regizor                                              | Distribuție                                                                    | Țara                                                                               | Sub-Gen /Note                           |
| Atlantis, the Lost Continent                                        | George Pal                                           | Anthony Hall, Joyce Taylor, Frank Dekova                                       | Statele Unite ale Americii                                                         |                                         |
| Il Pianeta degli uomini spenti                                      | Antonio Margheriti                                   | Claude Rains, Bill Carter, Renzo Palmer                                        | Italia                                                                             |                                         |
| The Beast of Yucca Flats                                            | Coleman Francis                                      | Douglas Mellor, Larry Aten, Tor Johnson                                        | Statele Unite ale Americii                                                         |                                         |
| The Day the Earth Caught Fire                                       | Val Guest                                            | Janet Munro, Leo McKern, Edward Judd                                           | Regatul Unit al Marii Britanii și al Irlandei de Nord                              | [ nb 3 ]                                |
| Gorgo                                                               | Eugène Lourié                                        | Bill Travers, William Sylvester, Vincent Winter                                | Regatul Unit al Marii Britanii și al Irlandei de Nord                              |                                         |
| Uchū Kaisokusen (宇宙快速船) (literal „Hipernava spațială”)         | Koji Ota                                             | Sonny Chiba                                                                    | Japonia                                                                            |                                         |
| Sekai Daisensō (世界大戦争) (literal „Marele Război Mondial”)       | Shūe Matsubayashi                                    | Frankie Sakai, Akira Takarada                                                  | Japonia                                                                            |                                         |
| Stăpânul lumii (Master of the World)                                | William Witney                                       | Vincent Price, Charles Bronson, Henry Hull                                     | Statele Unite ale Americii                                                         |                                         |
| Insula misterioasă (Mysterious Island)                              | Cy Endfield                                          | Michael Craig, Joan Greenwood, Michael Callan                                  | Regatul Unit al Marii Britanii și al Irlandei de Nord                              |                                         |
| Mosura (モスラ) (Mothra)                                            | Ishirō Honda                                         | Jerry Ito, Ken Uehara, Yumi Ito                                                | Japonia                                                                            |                                         |
| The Phantom Planet                                                  | William Marshall                                     | Dean Fredericks, Coleen Gray, Anthony Dexter                                   | Statele Unite ale Americii                                                         |                                         |
| I pianeti contro di noi                                             | Romano Ferrara                                       | Peter Dane, Marco Guglielmi, Maria Pia Luzi, Otello Toso                       | Italia                                                                             | [ 10 ]                                  |
| S-a furat o bombă                                                   | Ion Popescu-Gopo                                     | Iurie Darie, Liliana Tomescu Haralambie Boroș                                  | România                                                                            |                                         |
| Voyage to the Bottom of the Sea                                     | Irwin Allen                                          | Walter Pidgeon, Joan Fontaine, Barbara Eden                                    | Statele Unite ale Americii                                                         |                                         |
| 1962                                                                |                                                      |                                                                                |                                                                                    |                                         |
| Titlu                                                               | Regizor                                              | Distribuție                                                                    | Țara                                                                               | Sub-Gen /Note                           |
| Omul amfibie (Celovek amfibia - Человек-амфибия)                    | Ghennadi Kazanschi                                   | Vladimir Korenev, Anastasia Vertinskaia, Mihail Kozakov                        | Uniunea Republicilor Sovietice Socialiste                                          |                                         |
| The Brain That Wouldn't Die                                         | Joseph Green                                         | Herb Evers, Adele Lamont                                                       | Statele Unite ale Americii                                                         |                                         |
| Creation of the Humanoids                                           | Wesley Barry                                         | Don Megowan, Erica Elliott, Dudley Manlove                                     | Statele Unite ale Americii                                                         |                                         |
| The Day of the Triffids                                             | Steve Sekely                                         | Howard Keel, Kieron Moore, Janette Scott                                       | Regatul Unit al Marii Britanii și al Irlandei de Nord                              |                                         |
| Gorath                                                              | Ishirō Honda                                         | Ryo Ikebe, Yumi Shirakawa, Takashi Shimura                                     | Japonia                                                                            |                                         |
| In Search of the Castaways                                          | Robert Stevenson                                     | Hayley Mills, Maurice Chevalier, George Sanders, Wilfrid Hyde-White            | Statele Unite ale Americii · Regatul Unit al Marii Britanii și al Irlandei de Nord |                                         |
| Invasion of the Star Creatures                                      | Bruno VeSota                                         | Bob Ball, Frankie Ray, Gloria Victor, Dolores Reed                             | Statele Unite ale Americii                                                         |                                         |
| La jetée                                                            | Chris Marker                                         | Jean Negroni, Etienne Becker                                                   | Franța                                                                             |                                         |
| Journey to the 7th Planet                                           | Sidney Pink                                          | John Agar, Greta Thyssen, Ann Smyrner                                          | Danemarca · Statele Unite ale Americii                                             |                                         |
| King Kong vs. Godzilla                                              | Ishirō Honda, Thomas Montgomery                      | Michael Keith, James Yagi, Tadao Takashima                                     | Japonia · Statele Unite ale Americii                                               |                                         |
| Moon Pilot                                                          | James Neilson                                        | Tom Tryon, Dany Saval                                                          | Statele Unite ale Americii                                                         | [ 11 ]                                  |
| Night of the Bloody Apes                                            | René Cardona                                         | José Moreno, Armando Silvestre                                                 | Mexic                                                                              |                                         |
| Panic in Year Zero!                                                 | Ray Milland                                          | Ray Milland, Jean Hagen, Frankie Avalon                                        | Statele Unite ale Americii                                                         |                                         |
| Planeta Bur                                                         | Pavel Klushantsev                                    | Vladimir Yemelyanov, Georgiy Zhzhenov, Gennadi Vernov                          | Uniunea Republicilor Sovietice Socialiste                                          | [ 12 ]                                  |
| Varan the Unbelievable                                              |                                                      | Myron Healey, Tsuruku Kobayashi, Derick Shimatsu                               | Statele Unite ale Americii                                                         |                                         |
| 1963                                                                |                                                      |                                                                                |                                                                                    |                                         |
| Titlu                                                               | Regizor                                              | Distribuție                                                                    | Țara                                                                               | Sub-Gen /Note                           |
| Atom Age Vampire                                                    | Anton Giulio Majano                                  | Alberto Lupo, Susanne Loret, Sergio Fantoni                                    | Italia                                                                             |                                         |
| Atragon                                                             | Ishirō Honda                                         | Tadao Takashima, Yoko Fujiyama, Yu Fujiki                                      | Japonia                                                                            |                                         |
| Battle Beyond the Sun                                               | Mikhail Kozyry                                       | Aleksandr Shvorin, Ivan Pereverzhev                                            | Uniunea Republicilor Sovietice Socialiste                                          |                                         |
| The Crawling Hand                                                   | Herbert L. Strock                                    | Peter Breck, Kent Taylor                                                       | Statele Unite ale Americii                                                         |                                         |
| The Damned                                                          | Joseph Losey                                         | MacDonald Carey, Shirley Ann Field, Viveca Lindfors                            | Regatul Unit al Marii Britanii și al Irlandei de Nord                              |                                         |
| The Day Mars Invaded Earth                                          | Maury Dexter                                         | Betty Beall, Lowell Brown, Troy Melton                                         | Statele Unite ale Americii                                                         | [ 13 ]                                  |
| Ikarie XB-1                                                         | Jindřich Polák                                       | Otto Lackovič, Radovan Lukavský, Zdeňek Štepánek, František Smolík             | Cehoslovacia                                                                       | [ 14 ] [ 15 ]                           |
| Matango                                                             | Ishirō Honda                                         | Yoshio Tsuchiya, Kenji Sahara, Hiroshi Tachikawa                               | Japonia                                                                            |                                         |
| No Survivors, Please                                                | Hans Albin, Peter Berneis                            | Karen Blanguernon, Burr Jerger, Wolfgang Zilzer, Teddy Turner, Stefan Schnabel | Statele Unite ale Americii · Germania de Vest                                      | [ 16 ]                                  |
| The Nutty Professor                                                 | Jerry Lewis                                          | Jerry Lewis, Stella Stevens                                                    | Statele Unite ale Americii                                                         |                                         |
| Pași spre lună                                                      | Ion Popescu-Gopo                                     | Radu Beligan                                                                   | România                                                                            |                                         |
| The Unearthly Stranger                                              | John Krish                                           | John Neville, Gabriella Licudi, Phillip Stone                                  | Regatul Unit al Marii Britanii și al Irlandei de Nord                              | [ 17 ]                                  |
| X: The Man with the X-Ray Eyes                                      | Roger Corman                                         | Ray Milland, Diana Van Der Vlis, Harold J. Stone                               | Statele Unite ale Americii                                                         |                                         |
| 1964                                                                |                                                      |                                                                                |                                                                                    |                                         |
| Titlu                                                               | Regizor                                              | Distribuție                                                                    | Țara                                                                               | Sub-Gen /Note                           |
| Dogora                                                              | Ishirō Honda                                         | Yosuke Natsuki, Yōko Fujiyama                                                  | Japonia                                                                            |                                         |
| First Men in the Moon                                               | Nathan H. Juran                                      | Edward Judd, Lionel Jeffries, Martha Hyer                                      | Regatul Unit al Marii Britanii și al Irlandei de Nord                              |                                         |
| The Flesh Eaters                                                    | Jack Curtis                                          | Martin Kosleck                                                                 | Statele Unite ale Americii                                                         |                                         |
| Ghidorah, the Three-Headed Monster                                  | Ishirō Honda                                         | Yuriko Hoshi, Takashi Shimura, Yumi Ito, Emi Ito                               | Japonia                                                                            |                                         |
| Kiss Me Quick!                                                      | Peter Perry                                          | Frank A. Coe, Max Gardens, Althea Currier                                      | Statele Unite ale Americii                                                         |                                         |
| The Last Man on Earth                                               | Ubaldo Ragona, Sidney Salkow                         | Vincent Price, Giacomo Rossi-Stuart, Tony Cerevi                               | Italia · Statele Unite ale Americii                                                |                                         |
| Monstrosity                                                         | Joseph Mascelli                                      | Frank Gerstle, Erika Peters, Judy Bamber                                       | Statele Unite ale Americii                                                         | [ nb 4 ]                                |
| Mothra vs. Godzilla                                                 | Ishirō Honda                                         | Akira Takarada, Yuriko Hoshi, Hiroshi Koizumi                                  | Japonia · Statele Unite ale Americii                                               |                                         |
| Pajama Party                                                        | Don Weis                                             | Tommy Kirk, Annette Funicello, Elsa Lanchester, Jody McCrea                    | Statele Unite ale Americii                                                         |                                         |
| Robinson Crusoe on Mars                                             | Byron Haskin                                         | Paul Mantee, Vic Lundin, Adam West                                             | Statele Unite ale Americii                                                         |                                         |
| Santa Claus Conquers the Martians                                   | Nicholas Webster                                     | Pia Zadora, Charles G. Renn, Doris Rich                                        | Statele Unite ale Americii                                                         |                                         |
| The Time Travelers                                                  | Ib Melchior                                          | Preston S. Foster, Philip Carey, Merry Anders                                  | Statele Unite ale Americii                                                         |                                         |
| 1965                                                                |                                                      |                                                                                |                                                                                    |                                         |
| Titlu                                                               | Regizor                                              | Distribuție                                                                    | Țara                                                                               | Sub-Gen /Note                           |
| The 10th Victim                                                     | Elio Petri                                           | Marcello Mastroianni, Ursula Andress, Elsa Martinelli                          | Italia · Franța                                                                    |                                         |
| Alphaville                                                          | Jean-Luc Godard                                      | Eddie Constantine, Anna Karina, Akim Tamiroff                                  | Franța · Italia                                                                    | [ nb 5 ]                                |
| Crack in the World                                                  | Andrew Marton                                        | Dana Andrews, Janette Scott, Kieron Moore, Alexander Knox                      | Statele Unite ale Americii                                                         |                                         |
| Dr. Goldfoot and the Bikini Machine                                 | Norman Taurog                                        | Vincent Price, Frankie Avalon, Dwayne Hickman                                  | Statele Unite ale Americii                                                         |                                         |
| Dr. Who and the Daleks                                              | Gordon Flemyng                                       | Peter Cushing, Roy Castle, Jennie Linden                                       | Regatul Unit al Marii Britanii și al Irlandei de Nord                              |                                         |
| The Eye Creatures                                                   | Larry Buchanan                                       | John Ashley, Chet Davis, Warren Hammack                                        | Statele Unite ale Americii                                                         |                                         |
| Frankenstein Conquers the World                                     | Ishirō Honda                                         | Nick Adams, Tadao Takashima, Kumi Mizuno                                       | Japonia                                                                            |                                         |
| Frankenstein Meets the Space Monster                                | Robert Gaffney                                       | James Karen, Marilyn Hanold, Lou Cutell, Robert Reilly                         | Statele Unite ale Americii                                                         |                                         |
| Gamera                                                              | Noriaki Yuasa                                        | Eiji Funakoshi, Harumi Kiritachi                                               | Japonia                                                                            |                                         |
| The Human Duplicators                                               | Hugo Grimaldi                                        | Richard Kiel, George Macready                                                  | Statele Unite ale Americii                                                         |                                         |
| Invasion                                                            | Alan Bridges                                         | Edward Judd                                                                    | Regatul Unit al Marii Britanii și al Irlandei de Nord                              |                                         |
| Invasion of Astro-Monster                                           | Ishirō Honda                                         | Nick Adams, Jun Tazaki, Akira Takarada                                         | Japonia · Statele Unite ale Americii                                               |                                         |
| It Happened Here                                                    | Andrew Mollo, Kevin Brownlow                         | Pauline Murray, Sebastian Shaw, Nicolette Bernard                              | Regatul Unit al Marii Britanii și al Irlandei de Nord                              |                                         |
| Monster a Go-Go!                                                    | Sheldon Seymour, Herschell Gordon Lewis, Bill Rebane | Bill Rebane, June Travis                                                       | Statele Unite ale Americii                                                         |                                         |
| Night Caller from Outer Space                                       | John Gilling                                         | John Saxon, Alfred Burke                                                       | Regatul Unit al Marii Britanii și al Irlandei de Nord                              |                                         |
| Planet of the Vampires                                              | Mario Bava                                           | Barry Sullivan, Norma Bengell, Angel Aranda                                    | Italia · Spania                                                                    |                                         |
| Space Monster                                                       | Leonard Katzman                                      | Francine York, James Brown, Russ Bender                                        | Statele Unite ale Americii                                                         | [ nb 6 ] [ 18 ]                         |
| Star Pilot                                                          | Pietro Francisci                                     | Leonora Ruffo                                                                  | Italia                                                                             |                                         |
| Village of the Giants                                               | Bert I. Gordon                                       | Tommy Kirk, Johnny Crawford, Beau Bridges                                      | Statele Unite ale Americii                                                         |                                         |
| Voyage to the Prehistoric Planet                                    | Pavel Klushantsev, Curtis Harrington                 | Basil Rathbone, Faith Domergue, Marc Shannon                                   | Statele Unite ale Americii                                                         |                                         |
| War Gods of the Deep                                                | Jacques Tourneur                                     | Vincent Price, Tab Hunter, Susan Hart                                          | Statele Unite ale Americii · Regatul Unit al Marii Britanii și al Irlandei de Nord |                                         |
| Wild, Wild Planet                                                   | Antonio Margheriti                                   | Tony Russel, Lisa Gastoni, Massimo Serato                                      | Italia                                                                             |                                         |
| 1966                                                                |                                                      |                                                                                |                                                                                    |                                         |
| Titlu                                                               | Regizor                                              | Distribuție                                                                    | Țara                                                                               | Sub-Gen /Note                           |
| Agent for H.A.R.M.                                                  | Gerd Oswald                                          | Martin Kosleck, Donna Michelle, Alizia Gur                                     | Statele Unite ale Americii                                                         |                                         |
| Around the World Under the Sea                                      | Andrew Marton                                        | Lloyd Bridges, Brian Kelly                                                     | Statele Unite ale Americii                                                         |                                         |
| Daleks - Invasion Earth: 2150 A.D.                                  | Gordon Flemyng                                       | Peter Cushing, Bernard Cribbins, Ray Brooks                                    | Regatul Unit al Marii Britanii și al Irlandei de Nord                              |                                         |
| Destination Inner Space                                             | Francis D. Lyon                                      | Scott Brady, Gary Merrill, Sheree North, Wende Wagner                          | Statele Unite ale Americii                                                         |                                         |
| The Face of Another                                                 | Hiroshi Teshigahara                                  | Tatsuya Nakadai, Machiko Kyō, Kyoko Kishida                                    | Japonia                                                                            |                                         |
| Fahrenheit 451                                                      | François Truffaut                                    | Oskar Werner, Julie Christie, Cyril Cusack                                     | Regatul Unit al Marii Britanii și al Irlandei de Nord · Franța                     |                                         |
| Fantastic Voyage                                                    | Richard Fleischer                                    | Stephen Boyd, Raquel Welch, Edmond O'Brien                                     | Statele Unite ale Americii                                                         | [ nb 7 ]                                |
| Gamera vs. Barugon                                                  | Shigeo Tanaka                                        | Kojiro Hongo, Kyoko Enami                                                      | Japonia                                                                            |                                         |
| Godzilla vs. the Sea Monster                                        | Jun Fukuda                                           | Akira Takarada, Toru Watanabe                                                  | Japonia                                                                            |                                         |
| Island of Terror                                                    | Terence Fisher                                       | Peter Cushing, Edward Judd, Carole Gray                                        | Regatul Unit al Marii Britanii și al Irlandei de Nord                              |                                         |
| The Navy vs. the Night Monsters                                     | Michael A. Hoey                                      | Mamie Van Doren, Anthony Eisley, Billy Gray                                    | Statele Unite ale Americii                                                         | [ 19 ]                                  |
| Queen of Blood                                                      | Curtis Harrington                                    | John Saxon, Basil Rathbone, Dennis Hopper, Judi Meredith                       | Statele Unite ale Americii                                                         |                                         |
| Seconds                                                             | John Frankenheimer                                   | Rock Hudson, Salome Jens, John Randolph, Will Geer                             | Statele Unite ale Americii                                                         |                                         |
| Terror Beneath the Sea                                              | Hajime Sato                                          | Sonny Chiba, Peggy Neal, Franz Gruber                                          | Japonia                                                                            | [ 20 ]                                  |
| War of the Gargantuas                                               | Ishirō Honda                                         | Russ Tamblyn, Ikio Sawamura, Kenji Sahara                                      | Japonia · Statele Unite ale Americii                                               |                                         |
| Who Wants to Kill Jessie?                                           | Václav Vorlíček                                      | Jiří Sovák, Dana Medřická, Olga Schoberová                                     | Cehoslovacia                                                                       |                                         |
| Women of the Prehistoric Planet                                     | Arthur C. Pierce                                     | Wendell Corey, Keith Larsen, John Agar                                         | Statele Unite ale Americii                                                         |                                         |
| 1967                                                                |                                                      |                                                                                |                                                                                    |                                         |
| Titlu                                                               | Regizor                                              | Distribuție                                                                    | Țara                                                                               | Sub-Gen /Note                           |
| The Andromeda Nebula                                                | Yevgeny Sherstobitov                                 | Via Artmane, Sergei Stolyarov, Nikolai Kryukov                                 | Uniunea Republicilor Sovietice Socialiste                                          |                                         |
| Gamera vs. Gyaos                                                    | Noriyaki Yuasa                                       | Kojiro Hongo, Kichijiro Ueda                                                   | Japonia                                                                            |                                         |
| Journey to the Center of Time                                       | David L. Hewitt                                      | Scott Brady, Anthony Eisley, Abraham Sofaer, Gigi Perreau                      | Statele Unite ale Americii                                                         |                                         |
| Jules Verne's Rocket to the Moon                                    | Don Sharp                                            | Burl Ives, Terry-Thomas, Gert Fröbe                                            | Regatul Unit al Marii Britanii și al Irlandei de Nord                              | Alt titlu: Those Fantastic Flying Fools |
| King Kong evadează                                                  | Ishirō Honda                                         | Rhodes Reason, Mie Hama, Linda G. Miller                                       | Japonia                                                                            |                                         |
| Late August at the Hotel Ozone (Konec srpna v Hotelu Ozon)          | Jan Schmidt                                          | Ondrej Jariabek, Beta Poničanová, Magda Seidlerová                             | Cehoslovacia                                                                       |                                         |
| Mars Needs Women                                                    | Larry Buchanan                                       | Tommy Kirk, Yvonne Craig                                                       | Statele Unite ale Americii                                                         |                                         |
| Mission Mars                                                        | Nicholas Webster                                     | Darren McGavin, Nick Adams, George de Vries, Shirley Parker                    | Statele Unite ale Americii                                                         | [ 21 ]                                  |
| Night of the Big Heat                                               | Terence Fisher                                       | Peter Cushing, Christopher Lee                                                 | Regatul Unit al Marii Britanii și al Irlandei de Nord                              |                                         |
| Privilege                                                           | Peter Watkins                                        | Paul Jones, Jean Shrimpton, Mark London                                        | Regatul Unit al Marii Britanii și al Irlandei de Nord                              |                                         |
| Quatermass and the Pit                                              | Roy Ward Baker                                       | James Donald, Barbara Shelley, Andrew Kier                                     | Regatul Unit al Marii Britanii și al Irlandei de Nord                              |                                         |
| Son of Godzilla                                                     | Jun Fukuda                                           | Akira Kubo, Tadao Takashima, Bibari Maeda                                      | Japonia                                                                            |                                         |
| They Came From Beyond Space                                         | Freddie Francis                                      | Robert Hutton, Jennifer Jayne, Michael Gough                                   | Regatul Unit al Marii Britanii și al Irlandei de Nord                              | [ 22 ]                                  |
| The X from Outer Space                                              | Kazui Nihonmatsu                                     | Eiji Okada, Toshiya Wazaki                                                     | Japonia                                                                            |                                         |
| Yonggary                                                            | Kim Ki-duk                                           | Moon Kang, Kwang Ho Lee, Soonjai Lee                                           | Coreea de Sud                                                                      |                                         |
| 1968                                                                |                                                      |                                                                                |                                                                                    |                                         |
| Titlu                                                               | Regizor                                              | Distribuție                                                                    | Țara                                                                               | Sub-Gen /Note                           |
| 2001: O odisee spațială (2001: A Space Odyssey)                     | Stanley Kubrick                                      | Keir Dullea, Gary Lockwood, William Sylvester                                  | Regatul Unit al Marii Britanii și al Irlandei de Nord · Statele Unite ale Americii | [ nb 8 ]                                |
| The Astro-Zombies                                                   | Ted V. Mikels                                        | Wendell Corey, John Carradine, Tom Pace                                        | Statele Unite ale Americii                                                         |                                         |
| Barbarella                                                          | Roger Vadim                                          | Jane Fonda, John Phillip Law, Anita Pallenberg                                 | Franța · Italia                                                                    |                                         |
| Charly                                                              | Ralph Nelson                                         | Cliff Robertson, Claire Bloom                                                  | Statele Unite ale Americii                                                         | [ nb 9 ]                                |
| Countdown                                                           | Robert Altman                                        | James Caan, Robert Duvall                                                      | Statele Unite ale Americii                                                         |                                         |
| Destroy All Monsters                                                | Ishirō Honda                                         | Akira Kubo, Jun Tazaki, Yoshio Tsuchiya                                        | Japonia                                                                            |                                         |
| Goke, Body Snatcher from Hell                                       | Hajime Sato                                          |                                                                                | Japonia                                                                            |                                         |
| The Green Slime                                                     | Kinji Fukasaku                                       | Robert Horton, Luciana Paluzzi, Richard Jaeckel                                | Japonia · Statele Unite ale Americii                                               |                                         |
| Je t'aime, je t'aime                                                | Alain Resnais                                        | Claude Rich, Olga Georges-Picot, Anouk Ferjac                                  | Franța · Spania                                                                    | [ 23 ]                                  |
| Mission Stardust                                                    | Primo Zeglio                                         | Lang Jeffries, Essy Persson                                                    | Germania · Italia · Spania                                                         | [ 24 ] [ 25 ]                           |
| On the Comet                                                        | Karel Zeman                                          | Emil Horváth, Magda Vasaryova                                                  | Cehia                                                                              | [ nb 10 ] [ 26 ]                        |
| Planet of the Apes                                                  | Franklin J. Schaffner                                | Charlton Heston, Roddy McDowall, Kim Hunter, Maurice Evans                     | Statele Unite ale Americii                                                         |                                         |
| The Power                                                           | Byron Haskins                                        | George Hamilton, Suzanne Pleshette, Richard Carlson                            | Statele Unite ale Americii                                                         |                                         |
| Project X                                                           | William Castle                                       | Christopher George, Greta Baldwin, Henry Jones                                 | Statele Unite ale Americii                                                         | [ 27 ]                                  |
| Voyage to the Planet of Prehistoric Women                           | Peter Bogdanovich                                    | Mamie Van Doren, Mary Marr, Paige Lee                                          | Statele Unite ale Americii                                                         |                                         |
| Wild in the Streets                                                 | Barry Shear                                          | Christopher Jones, Shelley Winters, Richard Pryor                              | Statele Unite ale Americii                                                         |                                         |
| 1969                                                                |                                                      |                                                                                |                                                                                    |                                         |
| Titlu                                                               | Regizor                                              | Distribuție                                                                    | Țara                                                                               | Sub-Gen /Note                           |
| All Monsters Attack                                                 | Ishirō Honda                                         | Tomonori Yazaki, Eisei Amamoto, Sachio Sakai, Kazuo Suzuki, Kenji Sahara       | Japonia                                                                            |                                         |
| Captain Nemo and the Underwater City                                | James H. Hill                                        | Robert Ryan, Chuck Connors, Nanette Newman                                     | Regatul Unit al Marii Britanii și al Irlandei de Nord                              |                                         |
| The Computer Wore Tennis Shoes                                      | Robert Butler                                        | Kurt Russell, Cesar Romero, Joe Flynn                                          | Statele Unite ale Americii                                                         |                                         |
| Crimes of the Future                                                | David Cronenberg                                     | Ronald Mlodzik, Paul Mulholland, Jack Messinger                                | Canada                                                                             |                                         |
| Doppelgänger                                                        | Robert Parrish                                       | Roy Thinnes, Patrick Wymark, Ian Hendry                                        | Regatul Unit al Marii Britanii și al Irlandei de Nord                              | [ nb 11 ]                               |
| The Gladiators                                                      | Peter Watkins                                        | Arthur Pentelow, Frederick Danner, Hans Bendrik                                | Suedia                                                                             |                                         |
| Gamera vs. Guiron                                                   | Noriyaki Yuasa                                       | Nobuhiro Kashima, Chris Murphy                                                 | Japonia                                                                            |                                         |
| The Illustrated Man (film)                                          | Jack Smight                                          | Rod Steiger, Claire Bloom, Robert Drivas                                       | Statele Unite ale Americii                                                         | [ 28 ]                                  |
| Latitude Zero                                                       | Ishirō Honda                                         | Joseph Cotten, Cesar Romero, Akira Takarada                                    | Japonia                                                                            |                                         |
| The Mad Doctor of Blood Island                                      | Gerardo de Leon, Eddie Romero                        | John Ashley, Angelique Pettyjohn, Ronald Remy                                  | Filipine · Statele Unite ale Americii                                              | [ 29 ]                                  |
| Marooned                                                            | John Sturges                                         | Gregory Peck, Richard Crenna, David Janssen, James Franciscus                  | Statele Unite ale Americii                                                         | [ nb 12 ]                               |
| Moon Zero Two                                                       | Roy Ward Baker                                       | James Olson, Catherine Schell, Warren Mitchell                                 | Regatul Unit al Marii Britanii și al Irlandei de Nord                              |                                         |
| Stereo                                                              | David Cronenberg                                     | Jack Messinger, Iain Ewing, Clara Mayer                                        | Canada                                                                             |                                         |
| The Valley of Gwangi                                                | Jim O'Connolly                                       | James Franciscus, Gila Golan, Laurence Naismith                                | Statele Unite ale Americii                                                         |                                         |

În 1964, la Casa de Cultură a Studenților din Cluj a avut loc premiera filmului Dimineața verde regizat de Grigore Călina. Filmul este bazat pe povestirea omonimă a lui Ray Bradbury. Studenții de la Cluj au mai realizat în același an și un film cinebrigadă denumit Antiteza.